# 譚汝偉
谭汝伟（？—？），號九山，湖广衡州府衡阳县军籍。明朝政治人物。

## 生平
萬曆四十三年（1615年）乙卯科湖广鄉試舉人，天啓二年（1622年）壬戌科進士。三年授知广东乳源县，崇祯元年授浙江道御史，巡视皇城、中城，十一月疏紏四川廵抚田仰以二千金贿得，乞加罢黜。帝以田仰推升，王永光已经奏明，不得妄议。二年正月谭汝伟再紏四川廵按田仰乃魏廣微门生，而许显纯又仰门生，以田尔耕为兄，以魏忠贤为父，故得推举速化。今王永光称蜀绅皆欲得仰为廵抚，臣询之蜀绅，无一应者，请加罢斥。帝不听。寻降用，八年补江西按察司简较，十年升南行人司副，十一年升大理寺左寺正，十三年升户部浙江司主事，管验粮所，升贵州司员外，出为广东右参议。崇祯十五年官四川建昌道副使。